# Понхва (станция метро)
«Понхва» (кор. 봉화 — Путеводный Огонь) — станция Пхеньянского метрополитена. Расположена на линии Чхоллима между станциями «Сынни» и «Ёнгван».
Открыта 6 сентября 1973 года в составе пускового участка Пхеньянского метрополитена «Пульгынбёль» — «Понхва».

## Катастрофа 1971 года
Первоначально предполагалось продолжить первую линию от станции «Понхва» под рекой Тэдон в левобережную часть города. Однако в 1971 году на стройплощадке произошло обрушение части выработок, при этом погибло порядка 100 человек, включая нескольких высокопоставленных военных чинов. Размер катастрофы был настолько велик, что приняли решение изменить перспективную трассировку линии и направить её вдоль правого берега реки (эти планы были реализованы в 1987 году, с открытием станций «Ёнгван» и «Пухын»). Для того, чтобы перетрассировать линию, пришлось забросить первоначальную стройплощадку станции и создать новую, недалеко от первой. Каков был процент выполненных работ на первоначальном месте строительства станции и какова дальнейшая судьба построенного — неизвестно.